# Postulationsfähigkeit
Als Postulationsfähigkeit wird im Recht die Fähigkeit bezeichnet, vor einem Gericht rechtswirksame Handlungen vorzunehmen. 
Diese werden unter den nachfolgend genannten Voraussetzungen
- von einer Prozesspartei selbst oder
- von einem Rechtsanwalt oder einer anderen zur Vertretung berechtigten Person (siehe unten) in Vertretung einer Partei oder
- von einem Rechtsanwalt oder einer anderen zur Vertretung berechtigten Person (siehe unten) in Selbstvertretung

vorgenommen.
In einem sogenannten Parteiprozess gemäß § 79 Zivilprozessordnung (ZPO) besitzt jede prozessfähige Partei die Postulationsfähigkeit, das heißt, sie kann den Rechtsstreit selbst führen. Dies ist zum Beispiel vor dem Amtsgericht oder vor dem Arbeitsgericht (§ 11 Abs. 1 S. 1 Arbeitsgerichtsgesetz (ArbGG) i. V. m. § 46 Abs. 2 S. 1 ArbGG) der Fall. In den Fachgerichtsbarkeiten gelten die Normen zur Postulationsfähigkeit der jeweiligen Verfahrensordnung (z. B. VwGO, FGO, SGG). So sind nach der Finanzgerichtsordnung Rechtsanwälte, Steuerberater und Wirtschaftsprüfer zur Vertretung vor den Finanzgerichten und dem Bundesfinanzhof befugt (§ 62 Abs. 2 FGO).
Vor einem Landgericht, Oberlandesgericht, dem Bundesgerichtshof (BGH) besitzt nur ein zugelassener Rechtsanwalt die Postulationsfähigkeit. In diesem Fall spricht man von Anwaltsprozessen gemäß § 78 ZPO. Lange galt ein Lokalisierungsgebot für Rechtsanwälte, welches in Zivilsachen nur noch grundsätzlich vor dem BGH besteht.
Den Zusammenhang von Parteifähigkeit, Prozessfähigkeit und Postulationsfähigkeit macht folgendes Beispiel deutlich: Ein Dreijähriger ist zwar parteifähig, jedoch nicht prozessfähig. Seine Eltern sind zwar prozessfähig, vor dem Landgericht jedoch nicht postulationsfähig. Postulationsfähig sind dort lediglich Anwälte.